# Belgisch kampioenschap mountainbike
Het Belgisch kampioenschap mountainbike wordt gehouden sinds 1988. Recordhouder is Roel Paulissen met 7 overwinningen. 

## Cross-Country

### Mannen
| Jaar | Plaats              | · Kampioen           | · 2de                | · 3de                |
| ---- | ------------------- | -------------------- | -------------------- | -------------------- |
| 2023 | Houffalize          | Pierre de Froidmont  | Jens Schuermans      | Arne Janssens        |
| 2022 | Houffalize          | Jens Schuermans      | Pierre de Froidmont  | Jens Adams           |
| 2021 | Houffalize          | Jens Schuermans      | Jens Soete           | Pierre de Froidmont  |
| 2020 | Houffalize          |                      |                      |                      |
| 2019 | Houffalize          | Jens Schuermans      | Kevin Panhuyzen      | Daan Soete           |
| 2018 | Heuvelland          | Jens Schuermans      | Ruben Scheire        | Daan Soete           |
| 2017 | Érezée              | Jens Schuermans      | Kevin Panhuyzen      | Kevin Pauwels        |
| 2016 | Ottignies           | Ruben Scheire        | Sébastien Carabin    | Jonas De Backer      |
| 2015 | Ottignies           | Sven Nys             | Jeff Luyten          | Kevin Van Hoovels    |
| 2014 | Ottignies           | Sven Nys             | Kevin Van Hoovels    | Robby De Bock        |
| 2013 | Froidchapelle       | Sven Nys             | Tom Meeusen          | Jonas De Backer      |
| 2012 | Beringen            | Kevin Pauwels        | Kevin Van Hoovels    | Sébastien Carabin    |
| 2011 | Halle               | Kevin Pauwels        | Sven Nys             | Kevin Van Hoovels    |
| 2010 | Malmedy             | Kevin Van Hoovels    | Nico Vermeulen       | Pascal Hossay        |
| 2009 | Malmedy             | Roel Paulissen       | Sven Nys             | Bjorn Brems          |
| 2008 | Malmedy             | Roel Paulissen       | Sven Nys             | Filip Meirhaeghe     |
| 2007 | Ottignies           | Sven Nys             | Filip Meirhaeghe     | Davy Coenen          |
| 2006 | Bastenaken          | Filip Meirhaeghe     | Sven Nys             | Roel Paulissen       |
| 2005 | Tervuren            | Sven Nys             | Jimmy Tielens        | Bjorn Rondelez       |
| 2004 | Saint-Hubert        | Damien Bynens        | Roel Paulissen       | Jimmy Tielens        |
| 2003 | Libin               | Roel Paulissen       | Patrick Trévisan     | Gody Jacobs          |
| 2002 | Frasnes-lez-Anvaing | Roel Paulissen       | Filip Meirhaeghe     | Bjorn Rondelez       |
| 2001 | Michelbeke          | Filip Meirhaeghe     | Roel Paulissen       | Johan Coenen         |
| 2000 | Seraing             | Roel Paulissen       | Filip Meirhaeghe     | David Hankart        |
| 1999 | Thuin               | Roel Paulissen       | Peter Van Den Abeele | Alex Moonen          |
| 1998 | Étalle              | Filip Meirhaeghe     | Peter Van Den Abeele | Roel Paulissen       |
| 1997 | Vencimont           | Peter Van Den Abeele | Filip Meirhaeghe     | Erwin Vervecken      |
| 1996 | Spa                 | Filip Meirhaeghe     | Benny Heylen         | Peter Van Den Abeele |
| 1995 | Tessenderlo         | Erwin Vervecken      | Filip Meirhaeghe     | Jan Van Donink       |
| 1994 | Houffalize          | Benny Heylen         | Bert Vervecken       | Danny De Bie         |
| 1993 | Kluisbergen         | Benny Heylen         | Jan Van Donink       | Peter Van Den Abeele |
| 1992 | Kluisbergen         | Paul Herygers        | Bert Vervecken       | Ludwig Wynants       |
| 1991 | Bütgenbach          | Paul Herygers        |                      |                      |
| 1990 | meerdere plaatsen ² | Paul Herygers        | Ludo De Rey          | Bart Musschoot       |
| 1989 | Ovifat              | Bart Musschoot       |                      |                      |
| 1988 | meerdere plaatsen ¹ | Michel Parmentier    |                      |                      |

- ¹ Het BK werd verspreid over 5 manches.
- ² Het BK werd verspreid over 6 manches.

### Vrouwen
| Jaar | Plaats              | · Kampioen         | · 2de             | · 3de                 |
| ---- | ------------------- | ------------------ | ----------------- | --------------------- |
| 2023 | Houffalize          | Emeline Detilleux  | Alicia Franck     | Githa Michiels        |
| 2022 | Houffalize          | Emeline Detilleux  | Githa Michiels    | Steffi Witvrouwen     |
| 2021 | Houffalize          | Emeline Detilleux  | Githa Michiels    | Britt Segers          |
| 2020 | Houffalize          |                    |                   |                       |
| 2019 | Houffalize          | Githa Michiels     | Emeline Detilleux | Joyce Vanderbeken     |
| 2018 | Heuvelland          | Githa Michiels     | Joyce Vanderbeken | Emeline Detilleux     |
| 2017 | Érezée              | Githa Michiels     | Alice Pirard      | Eva Maria Palm        |
| 2016 | Ottignies           | Githa Michiels     | Alicia Franck     | Alice Pirard          |
| 2015 | Ottignies           | Githa Michiels     | Alice Pirard      | Alicia Franck         |
| 2014 | Ottignies           | Githa Michiels     | Alice Pirard      | Petra Mermans         |
| 2013 | Froidchapelle       | Githa Michiels     | Sanne Cant        | Alicia Franck         |
| 2012 | Beringen            | Githa Michiels     | Sanne Cant        | Kristien Nelen        |
| 2011 | Halle               | Joyce Vanderbeken  | Petra Mermans     | Githa Michiels        |
| 2010 | Malmedy             | Kristien Nelen     | Githa Michiels    | Petra Mermans         |
| 2009 | Malmedy             | Sanne Cant         | Kristien Nelen    | Githa Michiels        |
| 2008 | Malmedy             | Githa Michiels     | Maaike Polspoel   | Kristien Nelen        |
| 2007 | Ottignies           | Kristien Nelen     | Petra Mermans     | Ilke Dejongh          |
| 2006 | Bastenaken          | Catherine Delfosse | Githa Michiels    | Petra Mermans         |
| 2005 | Tervuren            | Catherine Delfosse | Hilde Quintens    | Joyce Vanderbeken     |
| 2004 | Saint-Hubert        | Catherine Delfosse | Hilde Quintens    | Valérie Battair       |
| 2003 | Libin               |                    |                   |                       |
| 2002 | Frasnes-lez-Anvaing | Hilde Van Deun     | Hilde Quintens    | Carine Van Aertselare |
| 2001 | Michelbeke          | Hilde Quintens     | Lory Laroy        |                       |
| 2000 | Seraing             | Hilde Quintens     | Lory Laroy        |                       |
| 1999 | Thuin               | Lory Laroy         |                   |                       |
| 1998 | Etalle              | Lory Laroy         | Hilde Van Deun    | Hilde Quintens        |
| 1997 | Vencimont           | Lory Laroy         | Valérie Battaire  | Hilde Van Deun        |
| 1996 | Spa                 | Lory Laroy         |                   |                       |
| 1995 | Tessenderlo         | Lory Laroy         | Ria Claes         | Hilde Fobelets        |
| 1994 | Houffalize          | Lory Laroy         | Hilde Quintens    | Conny Wellens         |
| 1993 | Kluisbergen         | Lory Laroy         | Sylvie Slos       | Conny Wellens         |
| 1992 | Kluisbergen         | Sylvie Slos        |                   |                       |

## Marathon

### Mannen
| Jaar | Plaats              | · Kampioen        | · 2de               | · 3de                 |
| ---- | ------------------- | ----------------- | ------------------- | --------------------- |
| 2020 | La Roche-en-Ardenne | Timo Kielich      | Wout Alleman        | Frans Claes           |
| 2019 | Malmedy             | Sébastien Carabin | Joris Massaer       | Wout Alleman          |
| 2018 | Malmedy             | Wietse Bosmans    | Sébastien Carabin   | Clement Fernandez     |
| 2017 | Bouillon            | Roel Paulissen    | Kevin van Hoovels   | Joris Massaer         |
| 2016 | Ottignies           | Frans Claes       | Sébastien Carabin   | Kevin van Hoovels     |
| 2015 | Ottignies           | Frans Claes       | Wout Alleman        | Joris Massaer         |
| 2014 | Achouffe            | Sébastien Carabin | Joris Massaer       | Frans Claes           |
| 2013 | Theux               | Joris Massaer     | Roel Paulissen      | Michiel Van Aelbroeck |
| 2012 | Niet gehouden       | NVT               | NVT                 | NVT                   |
| 2011 | Eijsden (NL)        | Kevin van Hoovels | Joris Massaer       | Nick Daems            |
| 2010 | Beringen            | Nicolas Vermeulen | Kevin van Hoovels   | Nick Daems            |
| 2009 | Eijsden (NL)        | Nicolas Vermeulen | Joris Massaer       | Frans Claes           |
| 2008 | Graven              | Nicolas Vermeulen | Nico Berckmans      | Kevin van Hoovels     |
| 2007 | Eijsden (NL)        | Roel Paulissen    | Nicolas Vermeulen   | Nico Berckmans        |
| 2006 | Verviers            | Roel Paulissen    | Davy Coenen         | Jimmy Tielens         |
| 2005 | Niet gehouden       | NVT               | NVT                 | NVT                   |
| 2004 | Waregem             | Ronny Poelvoorde  | Bjorn Rondelez      | kris Lapere           |
| 2003 | Wachtebeke          | Chris Deckers     | Christophe Bracke   | Joseph Boulton        |
| 2002 | Niet gehouden       | NVT               | NVT                 | NVT                   |
| 2001 | Torhout             | Chris Deckers     | Stefaan Vermeersch  | Geert Verdeyen        |
| 2000 | Sint-Niklaas        | Geert Verdeyen    | Georg Van Oudenhove | Joseph Boulton        |

### Vrouwen
| Jaar | Plaats              | · Kampioen         | · 2de              | · 3de              |
| ---- | ------------------- | ------------------ | ------------------ | ------------------ |
| 2020 | La Roche-en-Ardenne | Joyce Vanderbeken  | Alice Pirard       | Helena Plasschaert |
| 2019 | Malmedy             | Alice Pirard       | Kristien Achten    | Joyce Vanderbeken  |
| 2018 | Malmedy             | Alice Pirard       | Kristien Achten    | Kim Saenen         |
| 2017 | Bouillon            | Alice Pirard       | Sara Van Peer      | Sara Michielsens   |
| 2016 | Ottignies           | Alice Pirard       | Nele Van Maldeghem | Eva Maria Palm     |
| 2015 | Ottignies           | Alice Pirard       | Marlies Beckers    | Inne Gantois       |
| 2014 | Achouffe            | Alice Pirard       | Petra Mermans      | Kim Saenen         |
| 2013 | Theux               | Alice Pirard       | Inne Gantois       | Kim Saenen         |
| 2012 | Niet gehouden       | NVT                | NVT                | NVT                |
| 2011 | Eijsden (NL)        | Petra Mermans      | Catherine Delfosse | Githa Michiels     |
| 2010 | Beringen            | Kim Saenen         | Petra Mermans      | Githa Michiels     |
| 2009 | Eijsden (NL)        | Catherine Delfosse | Mieke Deroo        | Anja Geldof        |
| 2008 | Graven              | Githa Michiels     | Petra Mermans      | Catherine Delfosse |
| 2007 | Eijsden (NL)        | Catherine Delfosse | Kim Saenen         | Petra Mermans      |

## Cross Country Eliminator

### Mannen
| Jaar | Plaats    | · Kampioen   | · 2de               | · 3de           |
| ---- | --------- | ------------ | ------------------- | --------------- |
| 2016 | Waregem   | Fabrice Mels | Jay Bytebier        | Ruben Scheire   |
| 2015 | Antwerpen | Fabrice Mels | Ben Berden          | Jay Bytebier    |
| 2014 | Gent      | Fabrice Mels | Robin Vanden Abeele | Bram Creve      |
| 2013 | Antwerpen | Fabrice Mels | Robby De Bock       | Jonas De Backer |
| 2012 | Waregem   | Fabrice Mels | Kevin van Hoovels   | Robby De Bock   |

### Vrouwen
| Jaar | Plaats    | · Kampioen     | · 2de             | · 3de          |
| ---- | --------- | -------------- | ----------------- | -------------- |
| 2015 | Antwerpen | Petra Mermans  | Aurélie Vermeir   | Fien Lammertyn |
| 2014 | Gent      | Petra Mermans  | Fien Lammertyn    |                |
| 2013 | Antwerpen | Githa Michiels | Petra Mermans     | Kristien Nelen |
| 2012 | Waregem   | Githa Michiels | Joyce Vanderbeken | Kristien Nelen |

## Strandrace

### Mannen
| Jaar                                   | Plaats                                 | · Kampioen                             | · 2de                                  | · 3de                                  |       |
| -------------------------------------- | -------------------------------------- | -------------------------------------- | -------------------------------------- | -------------------------------------- | ----- |
| 2024/25                                | Bredene                                | Daan Soete                             | Jasper Dejaegher                       | Timothy Dupont                         |       |
| 2023/24                                | Bredene                                | Tim Merlier                            | Jordi Warlop                           | Bert Van Lerberghe                     | [ 1 ] |
| 2022/23                                | Bredene                                | Jordi Warlop                           | Sep Vanmarcke                          | Bert Van Lerberghe                     | [ 2 ] |
| 2021/22                                | Bredene                                | Timothy Dupont                         | Emiel Vermeulen                        | Jasper Dejaegher                       | [ 3 ] |
| Tussenliggende edities werden afgelast | Tussenliggende edities werden afgelast | Tussenliggende edities werden afgelast | Tussenliggende edities werden afgelast | Tussenliggende edities werden afgelast | [ 4 ] |
| 2017/18                                | Middelkerke                            | Timothy Dupont                         | Davy Commeyne                          | Jarl Salomein                          |       |
| 2016/17                                | Bredene                                | Bert Van Lerberghe                     | Joris Massaer                          | Frederik Decaesteker                   |       |
| 2015/16                                | Oostende                               | Bert Van Lerberghe                     | Pieter Ghyllebert                      | Frederik Decaesteker                   |       |

### Vrouwen
| Jaar                                   | Plaats                                 | · Kampioen                             | · 2de                                  | · 3de                                  |       |
| -------------------------------------- | -------------------------------------- | -------------------------------------- | -------------------------------------- | -------------------------------------- | ----- |
| 2023/24                                | Bredene                                | Grace Verbeke                          | Lotte Claes                            | Jesse Vandenbulcke                     | [ 1 ] |
| 2022/23                                | Bredene                                | Grace Verbeke                          | Joyce Vanderbeken                      | Mieke Dockx                            | [ 2 ] |
| 2021/22                                | Bredene                                | Veronique Florizoone                   | Kimberly Peeters                       | Sarah Ten Hartog                       | [ 3 ] |
| Tussenliggende edities werden afgelast | Tussenliggende edities werden afgelast | Tussenliggende edities werden afgelast | Tussenliggende edities werden afgelast | Tussenliggende edities werden afgelast | [ 4 ] |
| 2017/18                                | Middelkerke                            | Terry Fremineur                        | Grace Verbeke                          | Veronique Florizoone                   |       |
| 2016/17                                | Bredene                                | Grace Verbeke                          | Terry Fremineur                        | Sanne Bamelis                          |       |
| 2015/16                                | Oostende                               | Grace Verbeke                          | Sanne Bamelis                          | Lieselot Decroix                       |       |

## Enduro

### Mannen
| Jaar | Plaats     | · Kampioen       | · 2de            | · 3de            |
| ---- | ---------- | ---------------- | ---------------- | ---------------- |
| 2023 | Bouillon   | Olivier Bruwiere | Gilles Franck    | Robin Matot      |
| 2022 | Aywaille   | Martin Maes      | Gilles Franck    | Olivier Bruwiere |
| 2019 | Bouillon   | Bart De Vocht    | Julien Soussigne | Rémi Cara        |
| 2018 | Neupré     | Martin Maes      | Julien Soussigne | Bart De Vocht    |
| 2017 | Aywaille   | Martin Maes      | Julien Soussigne | Loïc Maryns      |
| 2016 | Houffalize | Martin Maes      | Bertrand Gilles  | Jan Denuwelaere  |
| 2014 | Neupré     | Martin Maes      | Johnny Magis     | Bart De Vocht    |

### Vrouwen
| Jaar | Plaats     | · Kampioen        | · 2de             | · 3de            |
| ---- | ---------- | ----------------- | ----------------- | ---------------- |
| 2022 | Aywaille   | Kristien Nelen    | Roos Op de Beeck  | Inge Roggeman    |
| 2019 | Bouillon   | Kristien Nelen    | Alexandra Marchal | Roos Op de Beeck |
| 2018 | Neupré     | Alexandra Marchal | Kristien Nelen    | Fien Lammertyn   |
| 2017 | Aywaille   | Alexandra Marchal | Camille Maes      | Kristien Nelen   |
| 2016 | Houffalize | Alexandra Marchal | Kristien Nelen    | Liesbeth Hessens |
| 2014 | Neupré     | Kristien Nelen    | Alexandra Marchal | Alicia Franck    |

## Downhill

### Mannen
| Jaar | Plaats              | · Kampioen          | · 2de               | · 3de               |
| ---- | ------------------- | ------------------- | ------------------- | ------------------- |
| 2014 | Vielsalm            | Robin Van Goubergen | Kevin Vanwetswinkel | Dave Goris          |
| 2013 | La Roche-en-Ardenne | Gilles Bertrand     | Dave Goris          | Gregoire Pazdziorko |
| 2012 |                     |                     |                     |                     |
| 2011 |                     |                     |                     |                     |
| 2010 | Malmedy             | Gilles Bertrand     | Kristof Lenssens    | Cédric Moermans     |
| 2009 | Malmedy             | Dave Goris          | Nico Vink           | Randy Van Goubergen |
| 2008 | Malmedy             | Wouter Mertens      | Nicolas Casteels    | Simon Mathieu       |
| 2007 | Eijsden (NL)        | Roel Paulissen      | Nicolas Vermeulen   | Nico Berckmans      |

## 4-Cross

### Mannen
| Jaar | Plaats       | · Kampioen       | · 2de             | · 3de           |
| ---- | ------------ | ---------------- | ----------------- | --------------- |
| 2010 | Malmedy      | Gilles Bertrand  | Kristof Lenssens  | Kristof Mathieu |
| 2009 | Malmedy      | Arnaud Dubois    | Jeremy Morland    | Johnny Magis    |
| 2008 | Malmedy      | Nicolas Delmelle | Johnny Magis      | Frederik Wuyts  |
| 2007 | Eijsden (NL) | Roel Paulissen   | Nicolas Vermeulen | Nico Berckmans  |

American football · Atletiek (indoor · outdoor · 10 km · 1/2 marathon · marathon · veldlopen · meerkamp) · Autosport (rally) · Badminton · Basketbal (heren · dames) · Baseball · Beachvolleybal · Biljart (driebanden) · Dammen · Futsal · Gymnastiek (acro · trampoline) · Handbal (heren · dames) · Hockey (heren · dames) · IJshockey · Korfbal (zaal · veld) · Krachtbal · Kunstschaatsen · Motorcross (trial · zijspan) · Schaatsen · Schaken · Snooker · Squah · Strandvoetbal · Triatlon (sprint · middenafstand · olympische afstand · mixed relay · ploegen · cross) · Voetbal (heren · dames) · Waterskiën (racing) · Volleybal (heren · dames) · Wielrennen (tijdrijden · weg · piste · gravel · veld · mountainbike · BMX) · Zaalhockey (heren · dames) · Zaalvoetbal
Kampioenschappen:  Olympische Spelen ·
 Wereldkampioenschappen ·
WK marathon ·
 Europese kampioenschappen
 Belgie ·
 Denemarken ·
 Duitsland ·
 Finland ·
 Frankrijk ·
 Groot-Brittannië ·
 Italie ·
 Nederland ·
 Oostenrijk ·
 Polen ·
 Zwitserland
Klassementen:  Wereldbeker ·
 3 Nations Cup
Meerdaagse wedstrijden  Cape Epic ·
 Transalp Challenge ·
 Crocodile Trophy ·
 Belgian Mountainbike Challenge
Eendaagse wedstrijden:  Grand Prix d’Europe ·
 Hondsrug Classic ·
 Roc d'Ardenne ·
 Roc d'Azur ·
 Salzkammergut Trophy ·
 Sea Otter Classic ·
 Stappenbelt MTB Trophy
Strandraces:  De Panne Beach Endurance ·
 Egmond-pier-Egmond ·
 Hoek van Holland-Den Helder
Historisch:  Benelux Cup ·  Belgian MTB Grand Prix ·  MTB Topcompetitie